# Buzduc
Buzduc – wieś w Rumunii, w okręgu Dolj, w gminie Drăgotești. W 2011 roku liczyła 156 mieszkańców.